# China Resources Power
China Resources Power Holdings (CR Power) — китайская энергетическая компания, один из крупнейших производителей электроэнергии в КНР. Генерирующие мощности компании на 2020 год составляли 43,4 ГВт, производство энергии за год — 192,3 млн кВт•часов. Штаб-квартира расположена в Гонконге, входит в состав крупного государственного конгломерата China Resources. В списке крупнейших компаний мира Forbes Global 2000 за 2021 год заняла 937-е место (1132-е по размеру выручки, 670-е по чистой прибыли, 982-е по активам).

## История
Компания была основана 27 августа 2001 года в Гонконге. Крупнейшим акционером компании является China Resources Company (62,94 % акций).

## Активы
Активы компании включают 37 угольных и 3 газовых тепловых электростанций, 119 ветряных, 25 солнечных и 2 гидроэлектростанции; их общая мощность — 43,4 ГВт. В основном компания работает в восточных, центральных и южных регионах КНР. 
Крупнейшими покупателями электроэнергии являются Jiangsu Electric Power Company (Цзянсу, 15,59 % продаж), Henan Electric Power Company (Хэнань, 10,01 %), Hubei Electric Power Company (Хубэй, 8,48 %), Guangdong Power Grid Co., Ltd. (Гуандун, 7,32 %) и северо-китайское отделение State Grid Corporation of China (5,62 %). Кроме производства электроэнергии компания также осуществляет теплоснабжение в 16 городах КНР, что приносит ей около 10 % выручки.
Одним из основных поставщиков угля для электростанций China Resources Power является государственная компания ChinaCoal.